# Mamadou Samassa
Mamadou Samassa (París, Francia, 1 de mayo de 1986) es un futbolista franco-maliense. Juega de delantero y actualmente milita en el Persipura Jayapura de la Liga 1 de Indonesia.

## Biografía
Samassa empezó su carrera futbolística en las categorías inferiores de un equipo de su ciudad natal, el Red Star Saint-Ouen. 
Empezó como profesional en 2006, en el Le Mans Union Club 72. Esa temporada era la tercera participación de la historia del Le Mans en la máxima categoría del fútbol francés. Mamadou Samassa debutó en el primer partido del campeonato (5 de agosto), en la victoria de su equipo frente al OGC Niza por un gol a cero. Marcó su primer gol en la tercera jornada al Valenciennes FC. Al final de la campaña, en la que Samassa fue un fijo en el once, el Le Mans ocupó el puesto 11º.
El 26 de agosto de 2008 firmó un contrato con el Olympique de Marsella, club que realizó un desembolso económico cercano al millón de euros para poder ficharlo.
El 5 de agosto de 2009, Samassa es cedido al Valenciennes FC.

## Selección nacional
Aunque Mamadou Samassa nació en París (Francia) sus padres son de Malí. Es por esto que Samassa tiene doble nacionalidad, aunque juega con la selección de Malí.

## Clubes
| Club                     | País      | Año       |
| ------------------------ | --------- | --------- |
| Le Mans Union Club 72    | Francia   | 2006-2008 |
| Olympique de Marsella    | Francia   | 2008-2010 |
| Valenciennes FC (cedido) | Francia   | 2009-2010 |
| Valenciennes FC          | Francia   | 2010-2012 |
| Chievo Verona            | Italia    | 2012-2014 |
| Delfino Pescara          | Italia    | 2014      |
| Stade Brestois 29        | Francia   | 2014-2016 |
| Terengganu F.C. II       | Malasia   | 2017-2018 |
| Madura United FC         | Indonesia | 2018-2019 |
| Persipura Jayapura       | Indonesia | 2019-     |

## Títulos
No ha ganado ningún título.